# روجر بورسا
روجر بورسا (1060/1061 - 22 فبراير 1111) كان الدوق النورماني على بوليا والحاكم الفعلي لجنوب إيطاليا من 1085 حتى وفاته. كان نجل روبرت جيسكارد فاتح جنوب إيطاليا وصقلية. لم يكن روجر ببراعة والده، وأمضى معظم فترة حكمه في الفوضى الإقطاعية.